# Jesse Sergent
Jesse Harold Sergent, född den 8 juli 1988 i Feilding, Nya Zeeland, är en nyzeeländsk tävlingscyklist som tog OS-brons i bancyklingslagförföljelse vid olympiska sommarspelen 2008 i Peking tillsammans med Sam Bewley, Hayden Roulston och Marc Ryan.